# ポール・ポグバ
ポール・ポグバ（Paul Pogba、1993年3月15日 - ）は、フランス・セーヌ＝エ＝マルヌ県出身のサッカー選手。フランス代表。リーグ・アン・ASモナコ所属。ポジションはミッドフィールダー。

## 経歴

### クラブ

#### マンチェスター・ユナイテッド
ギニア系の両親をルーツに持つ。2009年にマンチェスター・ユナイテッドの下部組織に入団し、2011年にトップチームに昇格した。9月19日、フットボールリーグカップのリーズ・ユナイテッド戦でプロデビューを果たした。2012年1月31日のストーク・シティ戦でプレミアリーグデビュー。

#### ユヴェントス
2012年8月3日、出場機会を求めてフリートランスファーでユヴェントスへ移籍。10月20日のナポリ戦で移籍後初ゴールならびにプロ初ゴールを決めた。2012-13シーズンは27試合に出場し5ゴールを決めてユヴェントスの連覇に貢献した。
2013-14シーズンはシーズン開幕直後のクラウディオ・マルキジオの負傷によってスタメンを確保。マルキジオの復帰後もレギュラーとして活躍し35試合に出場して7ゴールを挙げるなどチームのセリエA三連覇に貢献した。2015-16シーズンから背番号を6番から10番に変更することを、クラブ公式Twitter上で発表した。10番はミシェル・プラティニ、ロベルト・バッジョ、アレッサンドロ・デル・ピエロ、カルロス・テベスといった名選手が着用していた番号である。

#### マンチェスター・ユナイテッドへの復帰
2016年8月7日、古巣マンチェスター・ユナイテッドのメディカルチェックを行うことが発表された。そして、8月8日に5年契約で完全移籍することが発表された。移籍金はユヴェントス側の発表によると、当時のサッカー界における移籍市場史上最高額の1億500万ユーロにボーナス500万ユーロの1億1000万ユーロ。
UEFAヨーロッパリーグ 2016-17決勝、アヤックス・アムステルダム戦ではゴールを決め、チームの優勝に貢献した。2018年4月のマンチェスター・ダービーでは、試合途中まで2-0とリードされマンチェスター・シティの優勝にリーチがかかっているなか、2得点の活躍で、3-2と勝利、目の前でのシティの優勝を阻止した。
2018-19シーズン、ジョゼ・モウリーニョ監督体制3年目となったこのシーズンは序盤から確執が噂され、腕章もはく奪。パフォーマンスも昨シーズンとは程遠いものとなっていた。絶不調の最中にあった2018年末にモウリーニョ監督が解任され、後任にオーレ・グンナー・スールシャール監督が就任すると、チームは指揮官交代後の7試合で全勝。ポグバもその内の6試合にフル出場して5ゴール4アシストと躍動し復調を果たした。しかし、後にスールシャールとも確執を生んでしまい、2019-20シーズン開幕前には退団を希望していたと伝えられ、レアル・マドリードへの移籍やユヴェントス復帰がメディアによって取り沙汰されていた。ポグバは2018-19シーズンをリーグ成績35試合13得点9アシストで終えている。
2019-20シーズン。2019年9月25日のロッチデールAFC戦ではキャプテンマークとPKキッカーを剥奪された。その後、足首の負傷により戦列を離れる。12月22日、プレミアリーグ第18節ワトフォードFC戦にて途中出場し、復帰を果たした。

2020-21シーズン

2021-22シーズン
2022年6月1日、ユナイテッドと2度目の退団が発表された。

#### ユヴェントスへの復帰
2022年7月11日、古巣であるユヴェントスへ、再びフリートランスファーで移籍することが発表された。契約期間は2026年までの4年間。加入直後から長らく負傷離脱が続いていたが、2023年3月1日のトリノ戦で復帰を果たした。2023-24シーズン開幕戦、出場機会はなかったが、試合後に無作為で行われたドーピング検査の対象となり、陽性反応が示された。ポグバは「友人の医師から処方されたサプリメントを摂取したためのもので、故意ではない」と主張しているが、暫定的に出場停止処分となり、後に別の検体も陽性が確認された。違反が確定すれば、最長で4年の出場停止処分が科せられると報じられている。2024年2月29日、反ドーピング裁決機関は4年間の公式戦出場停止処分を決定。ポグバはスポーツ仲裁裁判所に提訴するとみられている。2024年10月7日、スポーツ仲裁裁判所はポグバの処分期間を18カ月に減刑すると発表。2024年11月15日、ユヴェントスFCは同年11月30日付での契約解除を発表した。

#### モナコ
2025年6月28日、ASモナコに加入した。契約期間は2年間。

### 代表

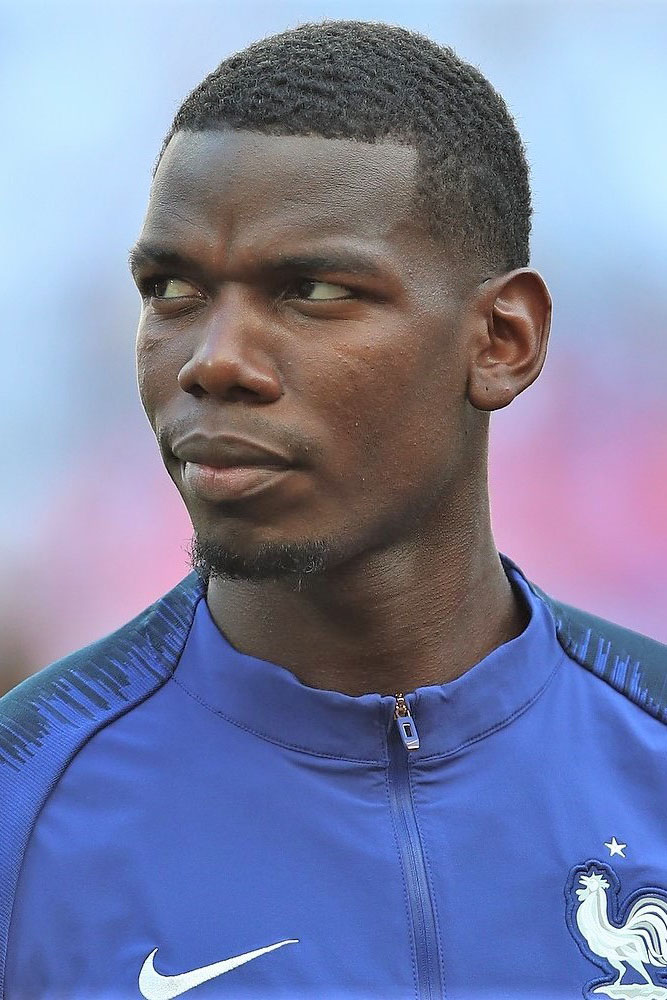
フランス代表でポグバ (2018年)

フランス代表として、UEFA U-17欧州選手権2010に出場した。2013年3月22日に行われた2014 FIFAワールドカップ・ヨーロッパ予選のジョージアとの試合でラファエル・ヴァランと共にA代表デビューを果たし、先発フル出場した。2013 FIFA U-20ワールドカップでは主将を務め、優勝に貢献。大会最優秀選手にも選ばれた。
2014 FIFAワールドカップ決勝トーナメント1回戦ナイジェリア戦で先制点を決めた。チームはベスト8に終わったが、大会の最優秀若手選手賞を受賞した。
2016年、UEFA EURO 2016では準々決勝アイスランド戦でゴールを決めた。チームは決勝でポルトガルに敗れ準優勝。
2018 FIFAワールドカップではグループステージのデンマーク戦を除く全ての試合に出場。クロアチアとの決勝戦ではフランスの3点目となるミドルシュートを決め、フランスの優勝に大きく貢献した。また、大会参加選手の中でデュエルでの勝数などは第1位であった
2021年、UEFA EURO 2020では決勝トーナメント1回戦のスイス戦でミドルシュートによる得点を挙げたが試合に敗れた。

## プレースタイル・評価
主にボランチやインサイドハーフとしてプレーする。恵まれた体格を生かして相手の足が届かない位置にボールを置くなど、ボールキープ力に優れる。相手に囲まれた際は、テクニカルなターンやリフティングによって相手のマークを外すことができる。また、正確かつ強烈なミドルシュートも大きな魅力である。チャンスメイクにも定評があり、とりわけ長いパスの精度は非常に高いため、正確なサイドチェンジや一気にゴール前でのチャンスを作ることができる。元ブラジル代表のロナウジーニョは「才能に溢れた歴史を作ることができる選手だね」とその才能を称賛した。
試合によって好不調の波があり、MOM級の働きをすることもあれば、敗戦の原因だと指摘されてしまうこともあり、才能に比して高い評価が得られない一因となっている。

## エピソード
- 実兄のフロランタン・ポグバとマティアス・ポグバもプロサッカー選手で、二人は祖国のギニア代表を選択している。しかし、後述の事件によりマティアスとの関係は悪化している。
- 髪型が特徴的で、2016年2月にはポケモンの「モンスターボール」をイメージしたヘアスタイルを自身のインスタグラムで披露した[20]。ヒョウ柄を模した剃り込みを入れていた時はマッシミリアーノ・アッレグリ監督から「そもそも私にはそんなことをする十分な毛がない。このような少年は、7つか8つの美容院を行ったり来たりするのだろう。私の日常生活には合わないよ」と自虐を交えて語られた[21]。2018年3月にはドラゴンボールの超サイヤ人をイメージした青と金の髪色にした[22]。
- 趣味としてバスケも嗜んでいる[23]。
- イスラム教徒であり[24]、メッカへの巡礼にも参加したことがある[25]。
- 2017年5月、ESPNは世界で最も有名なアスリート100人を発表し、40位に選出された。サッカー選手としては14位[26]。
- 2022年3月、フランス代表の召集を受けてパリに滞在中に参加した友人宅でのパーティーに武装した集団が押し入り、ポグバは一時誘拐され、金銭を脅し取られる事件が発生した。その後もこの犯罪グループから恐喝を受けており、同年9月に主犯格として、かつて同居していたポグバの幼馴染（この幼馴染はポグバから現金を盗んだ過去があった）と関与の疑いで兄マティアスを含む知人5人が逮捕された。マティアスは関与を否定しているが、その後もポグバと共にパーティーに参加、一緒に誘拐された友人も共犯者として逮捕されている[27]。

## 個人成績
| クラブ                       | シーズン | リーグ         | リーグ戦 | リーグ戦 | カップ戦 | カップ戦 | リーグ杯 | リーグ杯 | 国際大会 | 国際大会 | その他 | その他 | 合計 | 合計 |
| クラブ                       | シーズン | リーグ         | 出場     | 得点     | 出場     | 得点     | 出場     | 得点     | 出場     | 得点     | 出場   | 得点   | 出場 | 得点 |
| ---------------------------- | -------- | -------------- | -------- | -------- | -------- | -------- | -------- | -------- | -------- | -------- | ------ | ------ | ---- | ---- |
| マンチェスター・ユナイテッド | 2010-11  | プレミアリーグ | 0        | 0        | 0        | 0        | 0        | 0        | 0        | 0        | 0      | 0      | 0    | 0    |
| マンチェスター・ユナイテッド | 2011-12  | プレミアリーグ | 3        | 0        | 0        | 0        | 3        | 0        | 1        | 0        | 0      | 0      | 7    | 0    |
| マンチェスター・ユナイテッド | 通算     | 通算           | 3        | 0        | 0        | 0        | 3        | 0        | 1        | 0        | 0      | 0      | 7    | 0    |
| ユヴェントス                 | 2012-13  | セリエA        | 27       | 5        | 2        | 0        | -        | -        | 8        | 0        | 0      | 0      | 37   | 5    |
| ユヴェントス                 | 2013-14  | セリエA        | 36       | 7        | 0        | 0        | -        | -        | 14       | 1        | 1      | 1      | 51   | 9    |
| ユヴェントス                 | 2014-15  | セリエA        | 26       | 8        | 4        | 1        | -        | -        | 10       | 1        | 1      | 0      | 41   | 10   |
| ユヴェントス                 | 2015-16  | セリエA        | 35       | 8        | 5        | 1        | -        | -        | 8        | 1        | 1      | 0      | 49   | 10   |
| ユヴェントス                 | 通算     | 通算           | 124      | 28       | 11       | 2        | -        | -        | 40       | 3        | 3      | 1      | 178  | 34   |
| マンチェスター・ユナイテッド | 2016-17  | プレミアリーグ | 30       | 5        | 2        | 0        | 4        | 1        | 15       | 3        | 0      | 0      | 51   | 9    |
| マンチェスター・ユナイテッド | 2017-18  | プレミアリーグ | 27       | 6        | 3        | 0        | 1        | 0        | 5        | 0        | 1      | 0      | 37   | 6    |
| マンチェスター・ユナイテッド | 2018-19  | プレミアリーグ | 35       | 13       | 3        | 1        | 0        | 0        | 9        | 2        | 0      | 0      | 47   | 16   |
| マンチェスター・ユナイテッド | 2019-20  | プレミアリーグ | 16       | 1        | 2        | 0        | 1        | 0        | 3        | 0        | 0      | 0      | 22   | 1    |
| マンチェスター・ユナイテッド | 2020-21  | プレミアリーグ | 26       | 3        | 2        | 0        | 3        | 1        | 11       | 2        | 0      | 0      | 42   | 6    |
| マンチェスター・ユナイテッド | 通算     | 通算           | 134      | 28       | 12       | 1        | 9        | 2        | 43       | 7        | 1      | 0      | 199  | 38   |
| 総通算                       | 総通算   | 総通算         | 261      | 56       | 23       | 3        | 12       | 2        | 84       | 10       | 4      | 1      | 384  | 72   |

## 代表歴

### 出場大会
- U-17フランス代表
  - 2010年 - UEFA U-17欧州選手権（ベスト4）
- U-19フランス代表
  - 2012年 - UEFA U-19欧州選手権（ベスト4）
- U-20フランス代表
  - 2013年 - 2013 FIFA U-20ワールドカップ（優勝）
- フランス代表
  - 2014年 - 2014 FIFAワールドカップ（ベスト8）
  - 2016年 - UEFA EURO 2016（準優勝）
  - 2018年 - 2018 FIFAワールドカップ（優勝）
  - 2018年 - UEFAネーションズリーグ2018-19
  - 2020年 - UEFAネーションズリーグ2020-21
  - 2021年 - UEFA EURO 2021（ベスト16）

### 試合数
- 国際Aマッチ 91試合 11得点（2013年-2022年）[28]

| フランス代表 | 国際Aマッチ | 国際Aマッチ |
| 年           | 出場        | 得点        |
| ------------ | ----------- | ----------- |
| 2013         | 7           | 1           |
| 2014         | 15          | 4           |
| 2015         | 5           | 0           |
| 2016         | 17          | 3           |
| 2017         | 5           | 0           |
| 2018         | 15          | 3           |
| 2019         | 5           | 0           |
| 2020         | 6           | 0           |
| 2021         | 14          | 1           |
| 2022         | 2           | 0           |
| 通算         | 91          | 11          |

### 得点
| #  | 開催日         | 開催地                                             | 対戦国       | スコア | 結果 | 大会                          |
| -- | -------------- | -------------------------------------------------- | ------------ | ------ | ---- | ----------------------------- |
| 1  | 2013年9月10日  | ホメリ、セントラル・スタジアム                     | ベラルーシ   | 2–4    | 2–4  | 2014 FIFAワールドカップ予選   |
| 2  | 2014年5月27日  | サン＝ドニ、スタッド・ド・フランス                 | ノルウェー   | 1–0    | 4–0  | 親善試合                      |
| 3  | 2014年6月30日  | ブラジリア、ナシオナル                             | ナイジェリア | 1–0    | 2–0  | 2014 FIFAワールドカップ       |
| 4  | 2014年9月7日   | ベオグラード、スタディオン・ツルヴェナ・ズヴェズダ | セルビア     | 0–1    | 1–1  | 親善試合                      |
| 5  | 2014年10月11日 | サン＝ドニ、スタッド・ド・フランス                 | ポルトガル   | 2–0    | 2–1  | 親善試合                      |
| 6  | 2016年7月3日   | サン＝ドニ、スタッド・ド・フランス                 | アイスランド | 2–0    | 5–2  | UEFA EURO 2016                |
| 7  | 2016年10月11日 | アムステルダム、アムステルダム・アレナ             | オランダ     | 0–1    | 0–1  | 2018 FIFAワールドカップ予選   |
| 8  | 2016年11月11日 | サン＝ドニ、スタッド・ド・フランス                 | スウェーデン | 1–1    | 2–1  | 2018 FIFAワールドカップ予選   |
| 9  | 2018年3月27日  | サンクトペテルブルク、ガスプロム・アリーナ         | ロシア       | 0–2    | 1–3  | 親善試合                      |
| 10 | 2018年7月15日  | モスクワ、ルジニキ・スタジアム                     | クロアチア   | 3-1    | 4-2  | 2018 FIFAワールドカップ・決勝 |
| 11 | 2021年6月28日  | ブカレスト、スタディオヌル・ナツィオナル           | スイス       | 3-1    | 3-3  | UEFA EURO 2020                |

## タイトル

### クラブ
ユヴェントス

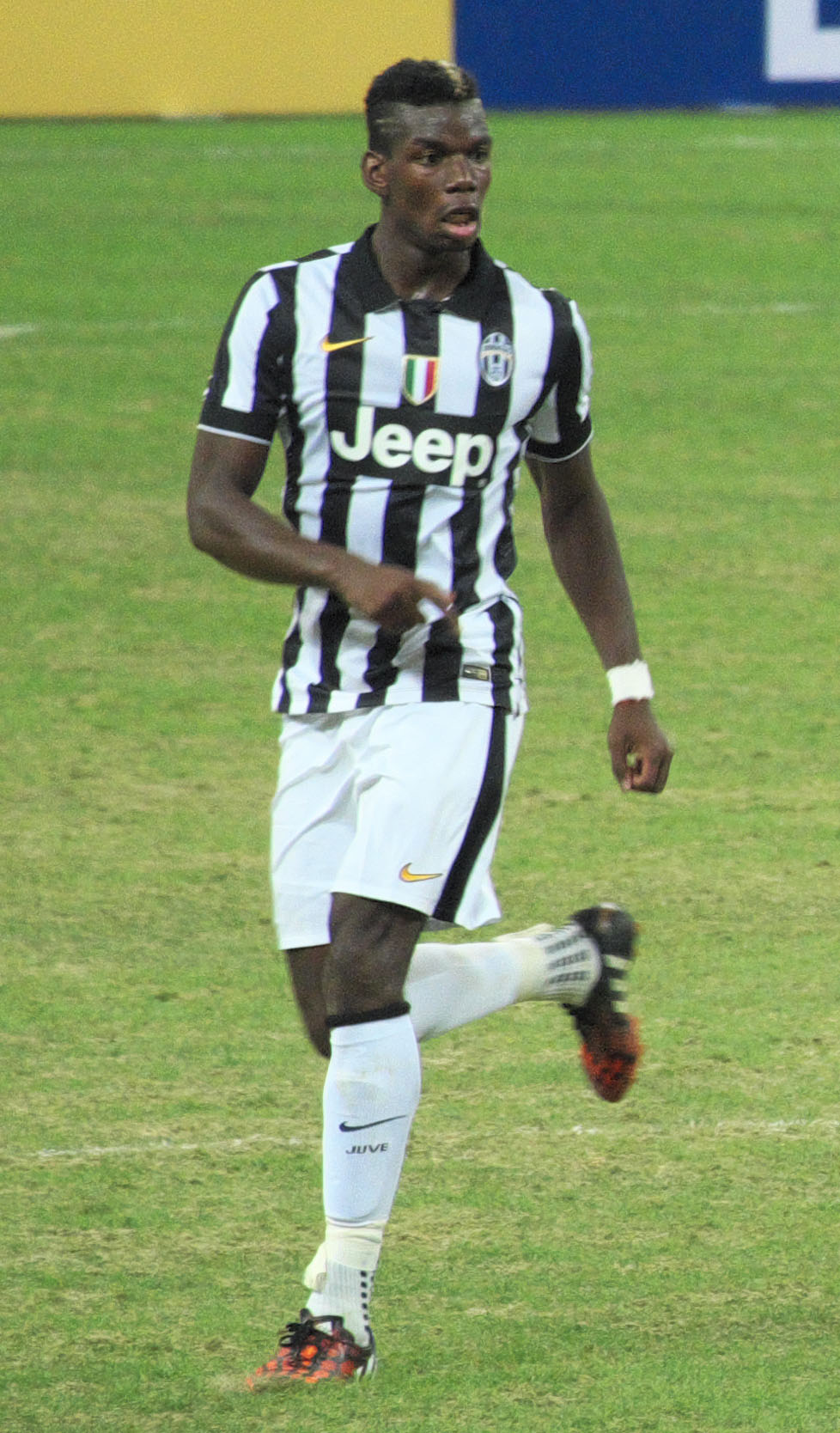
ユヴェントス時代

- セリエA：4回（2012-13, 2013-14, 2014-15, 2015-16）
- コッパ・イタリア：2回（2014-15, 2015-16）
- スーペルコッパ・イタリアーナ：3回（2012, 2013, 2015）

マンチェスター・ユナイテッド
- フットボールリーグカップ：1回（2016-17）
- UEFAヨーロッパリーグ：1回（2016-17）

### 代表
U-20フランス代表
- FIFA U-20ワールドカップ（2013年）

フランス代表
- FIFAワールドカップ（2018年）
- UEFAネーションズリーグ（2020-21）

### 個人
- FIFA U-20ワールドカップ 最優秀選手：1回（2013）
- ゴールデンボーイ賞：1回（2013）
- FIFAワールドカップ ベストヤングプレイヤー：1回（2014）
- FIFA/FIFPro世界イレブン：1回（2015年）
- UEFAヨーロッパリーグ最優秀選手：1回（2016-17）
- PFA年間ベストイレブン：1回（2018-19）